# Вторжение ХАМАС в Израиль
Вторжение группировки ХАМАС в Израиль (названное ею операцией «Наводнение аль-Акса», араб. عمليّة طُوفان الأقصى،‎) началось 7 октября 2023 года, когда палестинские вооружённые группировки, возглавляемые ХАМАС, вторглись в Израиль из сектора Газа, прорвав пограничный барьер и проникнув в близлежащие израильские населённые пункты и на военные объекты. Началось ранним утром 7 октября с обстрела Израиля из сектора Газы не менее 3000 ракет и проникновения около 3000 боевиков с земли, моря и по воздуху на израильскую территорию, включая приграничные кибуцы и город Сдерот. Около 1200 израильтян были убиты (включая 364 участника музыкального фестиваля), ещё 253 были взяты в заложники. Помимо массовых убийств гражданских лиц Израиля, имели место множественные случаи сексуального насилия. Нападение стало крупнейшим массовым убийством евреев со времён Холокоста и крупнейшим в истории актом палестинского терроризма.
В ответ правительство Израиля впервые с Войны Судного дня (1973) объявило военное положение и начало операцию «Железные мечи» в секторе Газа.
Западные страны, Украина, Казахстан, Индия, Сингапур, Япония осудили ХАМАС за массовые убийства и военные преступления, назвав его тактику терроризмом. Почти все арабские и мусульманские страны, напротив, возложили вину на Израиль, заявляя, что причина конфликта заключается в израильской оккупации палестинских территорий, и избегая упоминаний о ХАМАС.
Это вторжение стало катализатором целого ряда конфликтов в регионе.

## Предыстория

### Общий контекст
Нападение стало продолжением палестино-израильского конфликта. Аналогичные набеги на Израиль боевиков-фидаинов с территории Египта, Ливана, Иордании и сектора Газа многократно происходили в период с 1948 по 1970 год. Эти рейды на территорию Израиля с убийствами гражданского населения и захватом заложников продолжились в рамках деятельности ООП; известными примерами являются резня в Маалоте (1974) и теракт на Прибрежном шоссе (1978).
После ухода Израиля из сектора Газа в 2005 году к власти в секторе пришёл ХАМАС в результате победы на выборах 2006 года и гражданской войны с ФАТХ, включавшей в себя бои в секторе Газа в 2007 году. ХАМАС усилил ракетные обстрелы Израиля и другие формы палестинского терроризма. В результате сектор Газа находится под частичной блокадой Израиля и Египта с 2007 года, ставящей целью не допустить ввоз оружия и стройматериалов, используемых для войны против Израиля; эти меры вредят экономике сектора.
В 2011 году Израиль обменял похищенного ХАМАС военнослужащего Гилада Шалита на 1027 палестинских террористов, что увеличило их мотивацию захватывать заложников. Многие из террористов, освобождённых по «сделке Шалита», стали организаторами и участниками нападения 7 октября 2023 года.
По данным Аль-Джазиры, в 2023 году, до нападения 7 октября, не менее 247 палестинских арабов погибли в столкновениях с израильскими военными и в ходе израильских антитеррористических операций. Количество жертв палестинского терроризма за этот же период составило 32 израильтянина и 2 иностранных гражданина. Однако Аль-Джазира не сообщает, сколько погибших были членами террористических группировок, а сколько — мирными жителями.
Нападение произошло в день еврейского праздника Симхат Тора, на следующий день после 50-й годовщины начала Войны Судного дня (1973), которая также началась со внезапной атаки на Израиль.

### Материально-техническая подготовка
Ключевую роль в финансировании, вооружении и обучении военизированных группировок в сектора Газа сыграл Иран, помогший наладить в секторе производство оружия и военной техники. Отмечалась также важная роль Катара в финансировании ХАМАС и его информационной поддержке через Аль-Джазиру. В интервью российским СМИ член руководства ХАМАСа Али Барака сообщил, что с разрешения России его группировкой было налажено местное производство автоматов Калашникова и патронов к ним. Оружие, используемое ХАМАС, оказалось российского, северокорейского, иранского и китайского производства; отчасти оно изготавливалось локально при поддержке этих стран, отчасти завозилось в сектор с территории Египта через подземные туннели.

### Организационная подготовка
По информации агентства Reuters со ссылкой на источник, близкий к ХАМАС, нападению предшествовала многолетняя подготовка, включавшая в себя создание у Израиля ложного впечатления о нежелании группировкой масштабной войны. Вместе с тем, с конца 2020 года ХАМАС и другие группировки сектора Газа проводили совместные учения, включавшие в себя прорыв барьера безопасности, нападения на танки, штурм зданий, включая макет военной базы, и захват заложников. 13-й канал израильского телевидения опубликовал цитаты из допроса пленного боевика, который сообщил: «Мы готовились больше года. Нас воодушевили демонстрации в Израиле».
Нападению предшествовали несколько недель беспорядков, устраивавшихся палестинскими арабами вдоль границы Израиля с сектором Газа (в том числе запуск шаров со взрывными и зажигательными устройствами, массовое сжигание автомобильных шин, закладка и метание взрывных устройств). Согласно данным допроса террориста, многодневные беспорядки у границы были отвлекающим манёвром.
Окончательный приказ приступать к началу отработанного сценария вторжения поступил за считанные часы до его начала.

### Причины нападения
Главной причиной нападения ХАМАС на Израиль стала нормализация отношений Израиля и стран арабского Востока, особенно планировавшееся подписание договора с Саудовской Аравией. Срыв этого процесса был основной целью атаки.
Востоковед Дмитрий Марьясис называет дополнительные причины нападения:
- внутриизраильский конфликт и раскол общества вокруг вопроса о судебной реформе;
- необходимость для ХАМАС показать успех перед спонсорами;
- необходимость эффективно использовать накопленное вооружение;
- символизм даты нападения — ровно через 50 лет после начала Войны Судного дня.

Со стороны Израиля, кроме упомянутого выше конфликта вокруг судебной реформы, нападению поспособствовало то, что в течение многих лет в отношении ХАМАС проводилась политика сдерживания без стремления покончить с его властью в Газе военным путём. В 2022 году террористическая активность группировки «Палестинский исламский джихад» на Западном берегу Иордана и ответные действия израильской армии привели к наиболее крупным жертвам со времён второй интифады (2000—2005), а ХАМАС воздерживался от эскалации, подкрепляя сложившееся у израильских властей мнение о снижении уровня угрозы с его стороны. В течение сентября и первых дней октября 2023 года военным и политическим руководством был проигнорирован ряд сигналов об усилении военной активности ХАМАС и подготовке вторжения, свою роль сыграла вера в собственное технологическое превосходство и отвлечение внимания на растущую напряжённость на границе с Ливаном, где активизировалась группировка «Хезболла». Всё это привело к крупнейшему за 50 лет провалу израильской системы обеспечения безопасности.

## Наступление боевиков

### Ракетные удары и применение дронов
Около 06:30 утра по местному времени 7 октября 2023 года ХАМАС объявил о начале операции «Наводнение Аль-Акса», или «Буря Аль-Акса», в ходе которой было выпущено около 3000 ракет из сектора Газа по Израилю, в результате чего погибли по меньшей мере пять человек. Сообщалось о взрывах в районах, прилегающих к сектору Газа, а также в Тель-Авиве и Ашкелоне. Сирены воздушной тревоги были активированы в Беэр-Шеве и Иерусалиме. 9 октября ХАМАС произвёл ещё один залп в направлении Тель-Авива и Иерусалима, одна ракета упала рядом с терминалом аэропорта Бен-Гуриона.
Террористы также использовали дроны для сброса гранат на израильские приграничные наблюдательные вышки и пулемёты с дистанционным управлением для выведения их из строя.

### Вторжение боевиков в Израиль
Одновременно около 3000 боевиков проникли в Израиль из Газы, используя грузовики, пикапы, мотоциклы, бульдозеры, катера, а также парамоторы и аэрошюты (воздушные суда с крылом из ткани, оснащенные двигателем). Террористы имели при себе карты и разведданные по атакуемым населённым пунктам, а также инструкции по убийству и захвату в заложники мирных жителей, включая детей.
Помимо ХАМАС, в нападении приняли участие и другие палестинские террористические группировки — исламистский Палестинский исламский джихад и леворадикальный Демократический фронт освобождения Палестины (ДФОП). Группировки Народный фронт освобождения Палестины (НФОП) и «Львиное логово» выразили свою поддержку нападению и объявили о максимальной боеготовности и общей мобилизации среди своих боевиков.
Позже стало известно, что прямое участие во вторжении также принимал ряд сотрудников БАПОР (агентства ООН).
Армия Израиля временно утратила контроль над КПП Эрез и КПП Керем-Шалом. Боевики ХАМАС организовали высадку морского десанта у пляжа кибуца Зиким; около 60 террористов было уничтожено на море подразделением ВМС Израиля Снапир. Боевики захватили военную базу Нахаль-Оз, в результате чего по меньшей мере двое израильских солдат погибли и не менее шести попали в заложники. Была захвачена военная база Реим — штаб дивизии Газа, несколько солдат были взяты в заложники. К ночи 7 октября АОИ восстановила контроль над базой Реим и большей частью приграничных территорий.
Армия Израиля начала контртеррористическую операцию «Железные мечи» в секторе Газа. Министр обороны Израиля Йоав Галант сообщил о массовом призыве резервистов. 9 октября армия Израиля сообщила о вызове на службу 300 тысяч резервистов.
8 октября ЦАХАЛ ударом с воздуха пресёк попытку повторного проникновения террористов через повреждённое ограждение. 10 октября была пресечена ещё одна попытка вторжения террористов через пляж Зиким; 4 боевика были при этом уничтожены.
Для ликвидации террористов, захвативших полицейский участок в Сдероте, его пришлось постепенно разрушать, впоследствии как минимум одному из террористов удалось сбежать.

### Противостояние в Беэри и Офакиме
В ходе нападений на кибуц Беэри и город Офаким боевики Хамаса взяли заложников, что в обоих случаях закончилось длительной и успешной операцией по спасению заложников.
7 октября около 50 жителей Беэри были взяты в заложники и удерживались террористами в столовой кибуца. Спустя 18 часов все заложники были освобождены. Во время противостояния между боевиками и силами ЦАХАЛа в Беэри появились видеоролики, на которых боевики ХАМАС ведут босых заложников через улицу в городе.
В кибуце Урим, расположенном на дороге к Офакиму, силы Армии обороны Израиля спасли двух израильтян. В ходе спасательной операции четверо боевиков ХАМАСа были убиты и трое солдат АОИ получили ранения.
В самом Офакиме около 9 утра пять террористов взяли в заложники пожилых супругов Давида и Рахель Эдри и удерживали их до ночи; между 2 и 3 часами ночи группе спецназа ЯМАМ удалось спасти обоих заложников, убив всех террористов; трое бойцов ЯМАМ были ранены.

### Частная инициатива израильтян по оказанию отпора
25-летняя Инбаль Рабин-Либерман спасла от террористов кибуц Нир-Ам, быстро организовав на месте его оборону. Отслужив в боевых частях ЦАХАЛа и будучи координатором кибуца по военной безопасности, она смогла организовать жителей кибуца и дать отпор террористам; было ликвидировано 25 боевиков. Нир-Ам стал единственным кибуцем возле сектора Газа, не понесшим значительных потерь.
Бывшие офицеры израильской армии — супруги Адар и Итай, когда террористы напали на кибуц Кфар-Аза, спрятали своих детей и вступили в бой. В результате оба погибли, но, защищаясь, они убили 7 нападавших.
Племянник (сын сестры) израильского футболиста Йосси Бенаюна сумел застрелить трёх террористов ХАМАСа, напавших на дом его семьи в кибуце Беэри; муж сестры Йосси Бенаюна был ранен, но вся семья выжила.

### Связанные события
Утром 8 октября «Хезболла» выпустила ракеты и снаряды по территории Мазария-Шабъа; армия Израиля нанесла ответный удар по южному Ливану. 9 октября армия Израиля заявила, что убила нескольких проникших из Ливана боевиков и открыла артиллерийский огонь по ту сторону границы. «Хезболла» отрицала свою причастность к инциденту. Палестинский исламский джихад позже взял на себя ответственность за вооружённое проникновение. Позже в тот же день возобновились бои между «Хезболлой» и израильскими войсками, в результате которых были убиты три боевика «Хезболлы».

## Жертвы
Вторжение было отмечено рядом военных преступлений и, по мнению ряда экспертов по международному праву и исследованиям массового насилия, является геноцидом. Документы, обнаруженные у застреленных боевиков, подтверждают, что массовые убийства были ключевой целью вторжения. Им было приказано «достичь максимального уровня человеческих потерь», а затем захватить заложников.

### Потери
Нападение ХАМАС признано самой жестокой атакой на еврейский народ со времён Холокоста и самым кровавым днём в истории Израиля. Число погибших в результате атак ХАМАС на юге Израиля составляло 1200 человек, 779 из них — гражданские лица, включая 38 детей. Ещё около 3,4 тыс. человек получили ранения разной тяжести.
Нападение ХАМАС на Израиль 7 октября является третьим по количеству жертв террористическим актом в мире с начала наблюдений Центром стратегических и международных исследований в 1970 году. В атаках 11 сентября погибло 2,9 тыс. человек, в резне на базе Спайкер — до 1,7 тыс. По сравнению с другими крупными терактами в Израиле, число жертв 7 октября было выше более чем в 31 раз — 1200 человек против 38 во время резни на Прибрежном шоссе в 1978 году.
С начала наступления боевиков сообщалось о массовых убийствах израильских гражданских лиц. Так, 7 октября в результате резни в Беэри погибло более 100 мирных жителей, включая женщин и детей; на музыкальном фестивале в Реиме были убиты 364 человека. От 52 до 60 человек были убиты в кибуце Кфар-Аза, с которым террористы были хорошо знакомы, предположительно, благодаря наводкам работавших там до этого палестинцев. При атаке на Ашкелон ранены были по меньшей мере 400 человек.
По свидетельствам ряда источников, насилие имело «экстремальный характер». Собранные израильскими властями видеозаписи запечатлели убийства детей, обезглавливания мирных жителей, обугленные человеческие останки, изнасилованные трупы женщин. Волонтёры сообщали о телах детей, казнённых в Беэри, заранее связанных, расстрелянных и сожжённых. Самой молодой жертвой ХАМАС стала 10-месячная Мила Коэн, застреленная в кибуце Беэри. Также израильские СМИ сообщали о 13 убитых детях до 10 лет и о 36 подростках в возрасте 10-19 лет. Например, в кибуце Нир-Оз террористы убили целую семью с тремя детьми 2-6 лет. Изначально в официальном аккаунте израильских властей в Twitter 10 октября появились сообщения о «40 убитых младенцах» только в кибуце Кфар-Аза. Позднее эта информация не подтвердилась, а общее число погибших детей во всех районах Израиля в «Чёрный шаббат» составило 36. Многие тела были изуродованы или сожжены до неузнаваемости.
По данным Комитета по защите журналистов, во время «Чёрного шаббата» были убиты 6 работников СМИ, в том числе Рои Эдан и Янив Зоар.

### Пытки, увечья и казни
Израильский центр судебно-медицинской экспертизы выявил следы пыток и казней по останкам погибших. Так, медики установили, что некоторые жертвы были сожжены заживо, когда боевики пытались извлечь их из «безопасных комнат». Более 20 тел были найдены с руками, связанными пластиковыми стяжками или электрическими шнурами, что указывает на казнь. Например, они обнаружили тела ребёнка и взрослого, связанных проволокой и сожжённых заживо. Доступны различные доказательства их жестокости, включая убийство родителей на глазах у их детей и наоборот. Например, госсекретарь США Энтони Блинкен на слушаниях в Сенате сообщал о семье из четырёх человек, которые были убиты во время завтрака:
Мальчик и девочка 6 и 8 лет, и их родители за завтраком. Отцу выкололи глаз на глазах у детей. Матери отрезали грудь, девочке ампутировали ногу, мальчику отрубили пальцы перед казнью. И тогда их палачи сели и поели.
В распоряжении службы экстренного реагирования имеется ряд фотографий женщин с ножевыми ранениями и отрезанными грудями, мужчин с вырезанными глазными яблоками. Опознававшие тела говорят, что в некоторых случаях они были изуродованы до неузнаваемости огнестрельными ранениями. Зафиксированы случаи обезглавливаний и расчленений. Израильские медики сообщали о подростках с отрубленными руками, которых бросили истекать кровью.
Хотя в первые недели в сети появилась дезинформация об обезглавленных детях, позднее эти данные не подтвердились. Но задокументирован случай, когда террористы несколько раз выстрелили в живот беременной женщине, направлявшейся в роддом. Также был заснят ряд других расправ, когда террористы оскверняли трупы, особенно тела солдат.

### Жертвы среди иностранцев
Среди убитых в Израиле 7 октября также были иностранцы и граждане с двойным гражданством. По декабрьским подсчётам израильских властей, только иностранцев погибло более 70 человек, в основном — тайские рабочие. По оценкам на конец октября, около 200 погибших либо были иностранцами, либо имели двойное гражданство:
- Великобритания заявила, что по меньшей мере 12 британских граждан были убиты в результате терактов 7 октября[168].
- В октябре официальные лица США заявили, что по меньшей мере 30 американских граждан было убито в «Чёрный шаббат», 13 — считались пропавшими без вести или взятыми в заложники[169].
- Посольство России в Израиле вскоре после атаки сообщало о 16 гражданах, погибших в результате нападения ХАМАС[170].
- В ходе нападений погибло по меньшей мере 39 граждан Франции[171].
- Министерство иностранных дел Таиланда сообщило, что в результате нападения погибли 39 тайцев. Известно о 10 непальских рабочих, убитых в кибуце Алумим[172].
- Также сообщалось о более 20 погибших с гражданством Украины, 10 Германии, 4 Австрии, 9 Аргентины, 6 Канады, 5 Румынии, 4 Португалии, 4 Китая и 4 Филиппин[167].

### Сексуальное насилие
После нападений боевиков израильская полиция и военные начали собирать доказательства сексуальных преступлений ХАМАС, что осложнялось военными действиями и практически полным отсутствием выживших жертв. Свидетели, собиравшие тела в местах преступлений или пережившие атаку боевиков, сообщали о жестокости надругательств — у жертв «в женских органах были гвозди и другие предметы», отрезаны груди, переломаны тазовые кости, у многих наблюдались вагинальные кровотечения, ожоги и другие травмы. Одна из выживших в резне на музыкальном фестивале в Реиме стала свидетелем, как боевики насиловали женщин, одновременно нанося им раны ножом. Сообщалось об изнасиловании девочек-подростков. На многочисленных фотографиях с мест атак видны тела женщин, обнажённые до пояса или с разорванным нижним бельём, с раздвинутыми ногами, следами травм гениталий и бёдер. Боевики обсуждали изнасилования в записях нагрудных камер, более 60 тысяч часов которых были залиты ими в социальные сети, и позднее проанализированы полицией.
В сети также появлялись видео с телами жертв изнасилований, например, съёмка матери двоих детей Галь Абдуш, которую сделала одна из переживших резню на музыкальном фестивале в Реиме. Всего опрошенные журналистами The New York Times медики и добровольцы сообщали о более чем 30 телах женщин и девочек в окрестностях фестиваля. На базе недалеко от сектора Газа были также обнаружены тела израильских женщин-солдат, которым, предположительно, стреляли во влагалище. По словам представителя Министерства благосостояния и социальных дел Израиля, выжили всего три женщины и один мужчина, которые подверглись сексуальному насилию.
Представители ХАМАС отрицали обвинения, заявив, что какие-либо сексуальные злодеяния были совершены другими вооружёнными группировками, которые проникли в Израиль. Однако допрошенные израильскими спецслужбами семь пойманных террористов ХАМАС признались, что им было приказано совершать сексуальное насилие против израильских гражданских лиц, в частности изнасилования трупов.
Израильские активисты и правительство обвинили Генерального секретаря ООН и ООН-женщины в игнорировании зверств. Так, представитель Израиля в ООН раскритиковал мировое сообщество за «отсутствие поддержки женщин и предполагаемых жертв сексуального насилия». ООН провела в начале декабря специальную сессию о сексуальных преступлениях ХАМАС, которое еврейские СМИ характеризовали одним из орудий войны. Президент США Джо Байден назвал сообщения о сексуальном насилии «ужасающими» и призвал мир осудить «невообразимые жестокости».
Ряд освобождённых заложников также рассказали о сексуальном насилии во время заточения в секторе Газа.

### Заложники
При нападении был захвачен 251 заложник. Сообщения о массовом захвате заложников и их вывозе в сектор Газа появились вскоре после начала вторжения. Один из лидеров ХАМАС Салех аль-Арури заявил о захвате ими достаточного количества израильских военных для обмена на всех палестинских террористов, заключённых в Израиле. В октябре израильские власти подтверждали, что было захвачено «значительное число» израильских граждан, но их точное количество было сложно установить из-за военных действий (так, после окончания восемнадцатичасовых боёв в кибуце Беэри были освобождены 50 заложников, в пригороде города Офаким — ещё двое).
Некоторые заложники были старше 70 лет и нуждались в специальных лекарствах, в частности, 75-летний историк Холокоста Алекс Данциг и 84-летняя Дица Хейман. Тем не менее, представители Красного Креста не были допущены к больным и раненным заложникам.
Пропаганда ХАМАС постаралась представить в приукрашенном виде захват и условия содержания заложников. Аль-Джазира опубликовала видео, якобы опровергающее, что боевики захватывают детей и женщин. Телеграм-канал ХАМАС выпустил пропагандистский ролик с боевиками и детьми, снабжённый подписью «бойцы ХАМАС выказывают сострадание к детям». ЦАХАЛ прокомментировал, что ХАМАС «пытается представить себя как гуманитарную организацию, хотя на самом деле это смертоносная террористическая группировка, ответственная за убийства и похищения младенцев, женщин, детей и стариков». Найденные инструкции боевиков ХАМАС рекомендовали сразу убивать тех заложников, кто сможет сопротивляться или представлять угрозу, а также описывали, как похищать и пытать. После освобождения ряда заложников стало известно, что их накачивали наркотиками; захваченных детей использовали как щит во время боёв в секторе Газа.
По меньшей мере 10 мужчин и женщин, побывавших в заложниках у ХАМАС, подверглись в заточении сексуальному насилию. В частности, 17-летняя Агам Гольдштейн-Алмог, чьего отца и старшую сестру боевики ХАМАС ранее убили, свидетельствовала перед Кнессетом о перенесённом ей и другими заложницами сексуальном насилии. Шерил Сэндберг сняла одночасовой документальный фильм «Крики, а потом — тишина» о сексуальном насилии ХАМАС; фильм планируется к выпуску в апреле 2024 года.
Предположительно, около половины заложников имели гражданства других стран (включая Францию, Германию, Россию, Великобританию и США); небольшая часть была иностранцами (в том числе из Таиланда и Непала). ХАМАС заявлял, что заложники-иностранцы — это «гости». Но в сети распространились видео с жестоким обращением с ними. В конце октября террористы отпустили двух американок еврейского происхождения, предположительно, чтобы «затмить часть ужасов от нападений двухнедельной давности и продемонстрировать, что они являются легитимным партнером для любых переговоров».
ХАМАС выдвинул ряд требований по освобождению заложников:
- полное прекращение ответной военной операции Израиля и вывод израильских войск
- освобождение палестинских террористов, находящихся в тюрьмах Израиля, особенно «тех, кто приговорен к длительным срокам»
- снятие блокады, включая возобновление поставок топлива и других товаров в Газу, открытие пограничного перехода Рафах на границе с Египтом
- принятие на себя внешними сторонами обязательств по восстановлению разрушений в секторе Газа

С 24 ноября по 30 ноября, в результате сделки по обмену заложников на палестинских заключённых, из сектора Газа было возвращено 105 заложников, включая 81 гражданина Израиля, в обмен на 240 палестинских женщин и подростков из израильских тюрем.
Не менее 31 заложника были убиты или погибли в заточении.
Взятие заложников прямо запрещено в соответствии с правом вооруженного конфликта и является военным преступлением. Оно также является международным терроризмом в соответствии с Международной конвенцией о борьбе с захватом заложников 1979 года.
На 12 мая 2025 года ХАМАС удерживал не менее 21 живого заложника из оставшихся 58 похищенных.

## Расследования

### Израиль
Для реконструкции событий 7 октября израильские следователи анализировали более 200 тысяч фотографий и 2 тысяч показаний. Для допроса захваченных террористов в составе разведывательного управления ЦАХАЛ было создано специальное подразделение. Выяснилось, что боевикам поощрялись нападения на мирных жителей, включая детей, женщин и пожилых людей. Один из террористов говорил, что ХАМАС предлагал $10 тысяч и квартиру за каждого захваченного заложника.
По данным израильских спецслужб, 13 сотрудников Агентства ООН по оказанию помощи в секторе Газа (БАПОР) были связаны с нападением ХАМАС. Из них 10 были боевиками ХАМАС, 2 — боевиками Палестинского исламского джихада. Израиль полагает, что 6 сотрудников БАПОР участвовали в самом нападении, 4 были причастны к похищению израильтян, ещё один оказал логистическую поддержку. Израиль также обвинил ХАМАС в использовании объектов ООН в Газе в качестве укрытия. Официальный представитель генерального секретаря ООН Стефан Дюжаррик заявил, что ООН не получала такой разведывательной информации. Агентство обещало начать расследование, но заранее уволило подозреваемых сотрудников.

### США
17 марта 2025 года Министерство юстиции США объявило о создании социальной объединённой следственной группы Joint Task Force October 7 (JTF 10-7), «которая будет добиваться справедливости для жертв террористического акта 7 октября 2023 года в Израиле и противодействовать постоянной угрозе, исходящей от ХАМАС и его филиалов». JTF 10-7 будет возглавляться старшим прокурором по борьбе с терроризмом из Отдела национальной безопасности (NSD) Министерства юстиции, старшим специальным агентом ФБР в качестве командующего оперативной группой и аналитиком разведки ФБР в качестве заместителя командующего оперативной группой, все под надзором Управления заместителя генерального прокурора. JTF 10-7 также будет включать судебных адвокатов из NSD, Отдела по гражданским правам, Секции по отмыванию денег и возврату активов Уголовного отдела, помощников прокуроров США из Прокуратуры США по Восточному округу Вирджинии и других лиц, с дополнительной целенаправленной поддержкой Управления по международным делам Министерства.

### Международные организации
Множество свидетельств об изнасилованиях и травмированных половых органах указывало на преступления против человечности. Однако генеральный секретарь ООН Антониу Гутерриш призвал к расследованию только 30 ноября. Правозащитная группа «ООН-женщины» выступила с осуждением насилия как в Израиле, так и в Газе. 4 декабря Израиль провёл специальное мероприятие в ООН, где бывший госсекретарь США Хиллари Клинтон, сенатор США Кирстен Гиллибранд и топ-менеджер в области технологий Шерил Сэндберг раскритиковали отсутствие поддержки израильских женщин, подвергшихся насилию.
Комментарии международных организаций Министерство иностранных дел Израиля назвало «слишком незначительными и слишком запоздалыми». В ответ Верховный комиссар ООН по правам человека подчеркнул, что Израиль не ответил на его неоднократные запросы о доступе для независимого расследования обвинений. Израильская полиция утверждала, что самостоятельно собрала достаточно свидетельств очевидцев, видео- и фото-доказательств и показаний террористов. Власти Израиля также запрещали врачам взаимодействовать с комиссией по расследованию преступлений, созданной Советом ООН по правам человека в 2021 году, так как её возглавляют три человека с антисемитскими и антиизраильскими взглядами. В конце января в Израиль была направлена команда специального представителя ООН по вопросам сексуального насилия в условиях военных конфликтов Прамилы Паттен, которую пригласило Министерство иностранных дел.
Израиль не является членом Международного уголовного суда и отказывается признавать его юрисдикцию. Однако палестинские власти подписали соглашение с судом в 2015 году и получили статус государства-наблюдателя ООН. Соответственно, суд обладает юрисдикцией расследовать преступления, совершённые палестинцами на территории Израиля. В конце октября семьи жертв нападений ХАМАС обратились в суд с просьбой провести расследование убийств и похищений.
Расследование проводили и представители Human Rights Watch, которые собрали подтверждённые показания 110 выживших, семей заложников, а также лиц, оказывавших первую помощь.

## Операция «Железные мечи»
Утром 7 октября, вскоре после нападения палестинских боевиков на приграничные территории Израиля, правительство Израиля объявило о начале контртеррористической операции, получившей название «Железные мечи».
Военно-политическое руководство Израиля ввело в действие специальный пункт «40 алеф», означающий введение военного положения и не применяемый с 1973 года. Министр обороны Израиля Йоав Галант объявил сбор резервистов. За 48 часов израильская армия мобилизовала 300 тысяч человек. Тысячи израильтян, находившиеся за границей, вернулись в страну чтобы принять участие в войне. Для их возврата национальная авиакомпания Эль Аль впервые с 1982 года 12 октября выполнила рейс в субботу. 11 октября министр внутренних дел Израиля Итамар Бен-Гвир объявил о том, что с этого дня каждый житель приграничного города Сдерота вправе носить оружие; МВД Израиля закупило 10 000 единиц огнестрельного оружия для гражданских отрядов быстрого реагирования, включая 4000 полуавтоматических винтовок.
К вечеру 9 октября армия объявила об освобождении всех населённых пунктов и объектов от боевиков Хамаса. В ходе столкновений был разрушен полицейский участок в городе Сдерот, ранее захваченный Хамасом. Граница с Газой была взята под контроль к 10 октября.
По сообщению ЦАХАЛ, после зачистки приграничных территорий Израиля на них были обнаружены тела 1500 палестинских террористов.
В дальнейшем операция превратилась в войну в секторе Газа, которая по состоянию на июнь 2025 года продолжается с несколькими перемириями.

## Реакция властей

### Израиль
Министр обороны Галант заявил, что ХАМАС «допустил серьёзную ошибку этим утром и начал войну против Государства Израиль», и что «Государство Израиль победит в этой войне». Министр национальной безопасности Израиля Итамар Бен-Гвир объявил о вводе чрезвычайного положения на всей территории страны. Израиль запросил дополнительную военную помощь у США.
Жителей районов, где произошло проникновение боевиков, призвали оставаться внутри своих домов, а гражданским лицам на юге и в центре Израиля было «предписано оставаться рядом с бомбоубежищами». В ночь с 7 на 8 октября Военно-политический кабинет Израиля проголосовал за принятие ряда мер, направленных на «уничтожение военного и правительственного потенциала ХАМАС и Палестинского исламского джихада». Кабинет официально ввёл в стране военное положение, впервые после Войны Судного дня 1973 года. 12 октября Кнессет утвердил создание на время войны правительства чрезвычайного положения из членов правящей коалиции и оппозиции.
Глава Генштаба ЦАХАЛ Херци Ха-Леви заявил от лица армии: «мы не выполнили свои обязанности». Глава службы общей безопасности Израиля (ШАБАК) Ронен Бар также взял на себя личную ответственность за непредотвращение нападения террористов. Их примеру последовал глава военной разведки Израиля (АМАН) Аарон Халива, признав свою личную ответственность и ответственность своего ведомства за этот провал.
23 октября власти Израиля провели специальную пресс-конференцию, на которой двумстам журналистам из разных стран был показан фильм об убийствах мирных жителей боевиками ХАМАС, составленный из записей камер наблюдения и съемок на мобильные телефоны, сделанных 7 октября.

### ХАМАС
Заместитель главы ХАМАС Салех аль-Арури сообщил телеканалу «Аль-Джазира», что группировка начала «тотальную борьбу», описывая атаку 7 октября как ответ на израильские действия против палестинцев. Высокопоставленный член ХАМАС Гази Хамад угрожал продолжать атаки:
Мы должны преподать Израилю урок, и мы будем делать это снова и снова. Наводнение в Аль-Аксе — это всего лишь первый случай, и будет второй, третий, четвёртый.
Член высшего руководства ХАМАС Халил аль-Хайя уточнил, что целью атаки было «вернуть палестинский вопрос на стол переговоров» через эскалацию. Халед Машаль выразил готовность группировки к жертвам ради «освобождения».
ХАМАС пытался дистанцироваться от убийств 7 октября, отрицая ответственность за гражданские жертвы и обвинения в сексуальном насилии, называя это частью «сионистских кампаний» против «палестинского сопротивления» и заявляя, что боевики нападали только на израильских солдат и вооружённых людей.
Подконтрольное ХАМАС Министерство образования Палестины в Газе заявило, что школы в секторе закрыты до дальнейшего уведомления, а местное министерство здравоохранения призвало сдавать кровь.

## Международная реакция

#### Осуждение нападения
В октябре 2023 года по крайней мере 44 страны осудили ХАМАС, обвинив его в терроризме, и около 20 стран поддержали право Израиля на самозащиту. Большинство стран Северной Америки и Европы выразили поддержку Израилю. Так, сразу после нападения британский премьер-министр Риши Сунак сказал, что «шокирован» террором и что «Израиль имеет абсолютное право защищать себя»; президент Франции Эмманюэль Макрон выразил свою «полную солидарность с жертвами»; канцлер Германии Олаф Шольц заявил, что «осуждает нападение ХАМАС и поддерживает Израиль». Президент США Джо Байден осудил атаку ХАМАС как «бессовестную», подчеркнул право Израиля на самооборону и описал нападение как «чистую жестокость против еврейского народа». Глава Пентагона Ллойд Остин обещал поддержку Израилю для защиты населения.
Президент Европейской комиссии Урсула фон дер Ляйен заявила, что «это терроризм в его самой отвратительной форме. Израиль имеет право защищаться от таких отвратительных нападений». Глава внешнеполитического ведомства Евросоюза Жозеп Боррель выразил солидарность с Израилем. Евросоюз заявил о намерении приостановить финансовую поддержку Палестины в размере 691 млн евро. 10 октября 2023 года Евросоюз и Франция признали ХАМАС террористической организацией. НАТО через пресс-секретаря Диллиана Уайта осудило террористические атаки ХАМАС и поддержало право Израиля на самооборону.
Президент Украины Владимир Зеленский выразил свою «поддержку Израилю в его праве защищать себя и свой народ», Зеленский также заявил, что «террористическое нападение на Израиль было хорошо спланировано, и весь мир знает, какие спонсоры терроризма могли поддержать и способствовать его организации».
Генеральный секретарь ООН Антониу Гутерриш заявил, что «потрясён сообщениями о том, что гражданские лица подвергаются нападениям и похищениям из собственных домов». Спецкоординатор ООН по ближневосточному мирному процессу Тор Веннесланд также осудил террор. Совет Безопасности ООН собрался на экстренное заседание 8 октября по вопросу вторжения ХАМАС, но не принял заявление из-за отсутствия единой осуждающей позиции среди своих членов.

#### Поддержка и оправдание нападения
Иран поддержал вторжение ХАМАС в Израиль. Более того, The Wall Street Journal со ссылкой на неназванных членов ХАМАС и Хезболлы 8 октября 2023 года утверждал, что Иран знал о нападении заранее и одобрил его за неделю до начала.
Почти все страны Лиги арабских государств, в том числе Оман, Йемен и Катар, назвали причиной нападения «израильскую оккупацию палестинских территорий», не упоминая в своих заявлениях ХАМАС.
Катарский телеканал Аль-Джазира, одобряемый ХАМАСом и часто обвинявшийся в исламистской, антиамериканской и антиизраильской пропаганде, играл значительную роль в освещении конфликта с пропалестинских позиций. 13 октября израильское министерство связи объявило о намерении закрыть офисы Аль-Джазиры за поддержку ХАМАС; 16 октября Моссад также рекомендовал запретить в стране деятельность журналистов телеканала, представив доказательства, что сотрудники Аль-Джазиры раскрывают информацию о месторасположении сил ЦАХАЛа.
Группировка «Хезболла» поздравила ХАМАС и высоко оценила нападение как ответ на «израильские преступления», добавив, что боевики имели «божественную поддержку» и заявив, что её руководство в Ливане поддерживало контакт с ХАМАС по поводу планировавшейся террористической операции.
Вторжение поддержала и правящая Афганистаном группировка Талибан, заявив, что его причина — «попирание сионистами прав угнетённого палестинского народа», и назвав легитимными все виды «сопротивления».
Президент Палестинской автономии Махмуд Аббас тоже поддержал нападение, заявив, что палестинцы имеют право защищать себя от «израильской оккупации». Посол Палестины в Нигерии заявил, что Израиль мог специально искалечить тела для фальсифицации доказательств.
Северная Корея поддержала нападение, назвав его причиной «бесконечные преступления Израиля против народа Палестины»; как выразился северокорейский диктатор Ким Чен Ын, Палестина — «это вопрос свободы».
Пакистан поддержал палестинскую сторону. Начальник Генштаба Пакистана заявил: «Если Израиль начнёт наземную операцию против сектора Газа, мы предоставим поддержку ХАМАСу в виде баллистических ракет».
Президент Турции Реджеп Таийп Эрдоган заявил, что ХАМАС — не террористы, а «освободительная группа моджахедов, сражающихся за защиту своей земли и своих граждан».
Президент России Владимир Путин назвал атаку ХАМАС «беспрецедентной по своей жестокости» и сказал, что Израиль имеет право на защиту. Однако причиной нападения он назвал, в первую очередь, «поселенческую политику» Израиля (все израильские поселения были выведены из сектора Газа за 18 лет до нападения). Путин и МИД РФ возложили вину на США и Запад; российские телеведущие и пресса выразили ту же линию, подчёркивая успехи террористов в первый день нападения и скептически отзываясь об обороноспособности Израиля. Российские пропагандисты, публикуя сфабрикованные материалы, отрицали военные преступления ХАМАС, называя обнародованные Израилем свидетельства фальсификацией. ХАМАС, в свою очередь, поблагодарил Путина за «неустанные усилия», направленные на прекращение «сионистской атаки на сектор Газы». Глава Чечни Рамзан Кадыров публично поддерживает Палестину и критикует Израиль, а также заявил о проведении во всех чеченских мечетях молитв «в поддержку палестинского народа». Постпред России в ООН Василий Небензя, заявил, что Израиль, «будучи страной-оккупантом, не имеет права на самооборону», сославшись на консультативное заключение Международного суда ООН от 2004 года.

## Митинги и акции

#### В поддержку Израиля
Уже 7 октября в США и странах Европы начались акции солидарности с Израилем. 9 октября в США прошли разделённые полицией манифестации как в поддержку Израиля, так и в поддержку Палестины. 10 октября в Нью-Йорке тысячи американских евреев провели митинг в поддержку Израиля перед штаб-квартирой ООН. 22 октября в Берлине прошла демонстрация в поддержку Израиля, собравшая, по разным данным, от 10 до 25 тыс. человек.
Начиная с 7 октября 2023 года в медиа начали появляться комментарии публичных персон о событиях новой волны палестино-израильского конфликта. Так, в поддержку Израиля высказались Галь Гадот, Крис Пайн, Райан Мерфи, Эми Шумер и Майкл Дуглас — они и еще несколько сотен знаменитостей подписали открытое письмо в поддержку Израиля и с осуждением действий ХАМАС.

#### В поддержку Палестины
Демонстрации в знак солидарности с палестинскими группировками прошли во многих странах Ближнего Востока, таких как Йемен, Иордания, Ливан, Кувейт, Турция, Бахрейн и Иран.
8 октября в Берлине прошли аналогичные акции с участием около 65 человек. Административный суд Берлина запретил проведение таких акций, что, однако, не остановило их полностью и привело в последующие дни к столкновениям с полицией. Во Франции, несмотря на запрет властей, 13 октября несколько сотен человек вышли на пропалестинские манифестации, пресечённые полицией.

## Связанные события и память
Сразу после атаки ХАМАС цены на нефть марки Brent выросла на $2,5 за баррель ($87,05); марки West Texas Intermediate — на $2,7 (85,5). Цена на золото выросла на $20 долларов за унцию ($1851 на 9 октября). Тогда как израильский индекс TA-35 зафиксировал крупнейшее падение с 2020 года (-6,47 %), новый израильский шекель — крупнейшее падение к доллару США за последние семь лет (-1,63 % до $3,90). В ответ Банк Израиля объявил 9 октября, что продаст до $30 млрд валютных резервов для поддержки и предоставления ликвидности на сумму до 15 миллиардов долларов рынку через свопы. Индекс фондового рынка Ирана также упал на 2,5 %.
В Израиле через неделю после атаки и введения военного положения выборы в местные органы власти были официально перенесены на 3 месяца. СМИ сообщали о расколе в демократической партии США, связанным с разными взглядами на поддержку Израиля после терактов 7 октября.
Атаку сравнивали с терактами 11 сентября 2001 года в США, обозначая дату «7/10» по аналогии с «9/11». 7 ноября 2023 года по всему Израилю был объявлен «День гражданского траура». Политический обозреватель Питер Бомонт заявил, что нападение «на века запомнится как провал разведки» Израиля.

## Оценки
Согласно совместному заявлению более 100 экспертов по международному законодательству, террористическая группировка ХАМАС совершила многочисленные военные преступления, вероятно, подпадающие под определение геноцида. Многочисленные эксперты и организация Genocide Watch указывали на стремление ХАМАС уничтожить Израиль, оценивая вторжение как попытку геноцида. Многие в Израиле считают атаку ХАМАС 7 октября геноцидом, сравнивая её с Холокостом. При этом, согласно опросам Palestinian Center for Policy and Survey Research, проводившимся в секторе Газа и на Западном берегу реки Иордан, по состоянию на март 2024 года подавляющее большинство палестинцев (71 %), по сравнению с 72 % в декабре 2023 года, поддерживают решение ХАМАС о нападении 7 октября.
Инструкции, обнаруженные при уничтоженных боевиках, свидетельствовали о планах массовых убийств граждан, в том числе детей в школах. ООН признала, что неизбирательное убийство боевиками ХАМАС сотен мирных жителей, включая детей, и похищения заложников и использования их в качестве живого щита является нарушением международного гуманитарного права. При этом ООН указала на возможные военные преступления Израиля в ходе последовавшей военной кампании. Human Rights Watch отметила военные преступления с обеих сторон.
Более 680 экспертов призвали к освобождению заложников и окончанию насилия, сравнив тактику ХАМАС с ИГИЛ и указывая на психологические травмы освобождённых заложников.
По словам научных работников Центра стратегических и международных исследований Дэниела Баймана и Александра Палмера, атаки продемонстрировали упадок Организации освобождения Палестины (ООП) и возвышение ХАМАС как главного центра власти в палестинской политике. Они предсказали дальнейший упадок ООП, если статус-кво сохранится.
Израильский аналитик Сет Францман отметил, что нападение отличалось масштабами и динамикой от предыдущих конфликтов между ХАМАС и Израилем, которые обычно протекали поэтапно с постепенной эскалацией напряжённости.

## В культуре
«Свидетельство резни 7 октября» — документальный фильм, смонтированный ЦАХАЛ из кадров, запечатлевших резню из доступных видео-источников: нательных камер и мобильных телефонов террористов ХАМАС, видеорегистраторов, камер наружного и домашнего наблюдения, смартфонов израильских жертв нападения, съемок служб экстренной помощи.
«Крики, а потом — тишина» — документальный фильм, снятый Шерил Сэндберг, американской предпринимальницей, ранее работавшей одной из директоров Meta (Facebook), где исследуется сексуальное насилие со стороны террористов во время вторжения ХАМАС, включая события резни на фестивале Нова и похищения израильтян в сектор Газа. Бесплатно выпущен на YouTube 26 апреля 2024 года.
«Hurricane» — песня израильской певицы Эден Голан, с которой она представляла Израиль на песенном конкурсе «Евровидение-2024», вдохновлённая израильским видением атаки ХАМАС на Израиль 7 октября 2023 года и её эмоциональных последствий для израильтян. Песня изначально называлась «October Rain», но Европейский вещательный союз отклонил это название из-за «политического содержания». Композицию описывают как балладу, достигающую своей кульминации, намекая на «состояние израильских гражданских» во время нападения 7 октября вместе с резнёй на музыкальном фестивале в Реиме.

## Комментарии
1. ↑  770 в секторе Газа[16] (в том числе 140 детей[17]), 18 на Западном берегу реки Иордан (в том числе 3 ребёнка)[18].
2. ↑  3800 в секторе Газа[17], 90 на Западном берегу реки Иордан[19].
3. ↑  ХАМАС признан террористической организацией Европейским союзом, Организацией американских государств и властями Аргентины, Австралии, Великобритании, Израиля, Канады, Новой Зеландии, Парагвая, США и Японии. Его деятельность также запрещена в Иордании и Египте.
4. ↑  Палестинский исламский джихад признан террористической организацией в Европейском союзе, Австралии, Великобритании, Израиле, Канаде, Новой Зеландии, США и Японии.
5. ↑  Народный фронт освобождения Палестины признан террористической организацией в Европейском союзе, Израиле, Канаде, США и Японии.